# مانويلا بوسكو
مانويلا بوسكو (بالفنلندية: Manuela Bosco)‏ هي منافسة ألعاب القوى ورسامة وممثلة فنلندية، ولدت في 11 يونيو 1982 في Mikkelin maalaiskunta ‏ في فنلندا.

## وصلات خارجية
- الموقع الرسمي
- مانويلا بوسكو على موقع الاتحاد الدولي لألعاب القوى (الإنجليزية)
- مانويلا بوسكو على موقع أوليمبيديا (الإنجليزية)
- مانويلا بوسكو على موقع IMDb (الإنجليزية)
- مانويلا بوسكو على موقع قاعدة بيانات الفيلم (الإنجليزية)